# Tony Azevedo
Anthony Lawrence "Tony" Azevedo (Rio de Janeiro, 21 de novembro de 1981) é um jogador de polo aquático norte-americano, medalhista olímpico.

## Carreira
Ele fez parte do elenco medalha de prata em Pequim 2008, e também disputou as Olimpíadas de 2000, 2004, 2012 e 2016.